# Kattholmen
Kattholmen ist eine kleine zu Schweden gehörende Insel im Stockholmer Schärengarten.
Die mit mehreren Gebäuden bebaute Insel gehört zur Gemeinde Vaxholm. Sie ist Teil der aus drei Inseln bestehenden Inselgruppe Gröna Jägarna. Etwas weiter östlich liegt die Insel Storholmen, westlich die nicht zur Inselgruppe gehörende Insel Furuholmen. Südlich und nördlich Kattholmens verläuft die Schiffspassage von der Ostsee nach Stockholm. Kattholmen erstreckt sich von Nordwesten nach Südosten über lediglich etwa 40 Meter, bei einer Breite von bis zu 30 Metern.